# Rifugio abate Antonio Carestia
Il rifugio Abate Antonio Carestia è un rifugio di proprietà del CAI (sezione di Varallo Sesia) situato nella frazione  di Riva Valdobbia (VC), in Val Vogna, valle laterale dell'alta Valsesia, nelle Alpi Pennine, a 2201 m s.l.m..

## Storia
Il rifugio è stato inaugurato il 9 luglio 1995. È stato costruito sui ruderi della baita dell'alpe Pile, da tempo in stato di abbandono, per offrire agli escursionisti e agli alpinisti diretti al Corno Bianco un punto d'appoggio in sostituzione della baita del Rissuolo ormai pericolante e inagibile. È dedicato alla memoria dell'abate Antonio Carestia (1825-1908), di Riva Valdobbia, studioso di botanica e scopritore di molte specie sconosciute di flora alpina.

## Descrizione
Il rifugio dispone di 24 posti letto (4 nel locale invernale), ed è aperto da metà giugno a metà settembre con servizio di alberghetto.

## Accessi
Da Cà di Janzo (1354 m), per la strada della Val Vogna, quindi a destra per la frazione Piane (1511 m) e l'alpe Spinale (1904 m), in circa 3 ore (segnavia nº 2). Il rifugio è inoltre collocato lungo il percorso dell'Alta Via Tullio Vidoni.

## Ascensioni
- Corno Bianco (3320 m), via normale (passo Artemisia)
- Punta Tschampono (3233 m)
- Corno Rosso (in walser, Rothore) (2986 m)

## Traversate
- A Gressoney-La-Trinité per il passo del Rissuolo (2930 m)
- A Gressoney-Saint-Jean per il passo dell'Alpetto (2774 m)
- All'Ospizio Sottile al colle di Valdobbia (2480 m)